# Thuận Thành trấn
Thuận Thành trấn hay Trấn Thuận Thành (chữ Hán: 順城鎮), là tên gọi hành chính tiếng Việt của tiểu vương quốc Panduranga giai đoạn 1693 - 1832 trong chính sách tự trị của các chúa Nguyễn. Tại giai đoạn này, người Chăm chỉ còn quyền kiểm soát vùng đất mà ngày nay là 2 tỉnh Ninh Thuận và Bình Thuận, khác với giai đoạn năm 1430 - 1693, khi người Chăm vẫn chưa để mất vùng Kauthara (Phú Yên và Khánh Hòa).

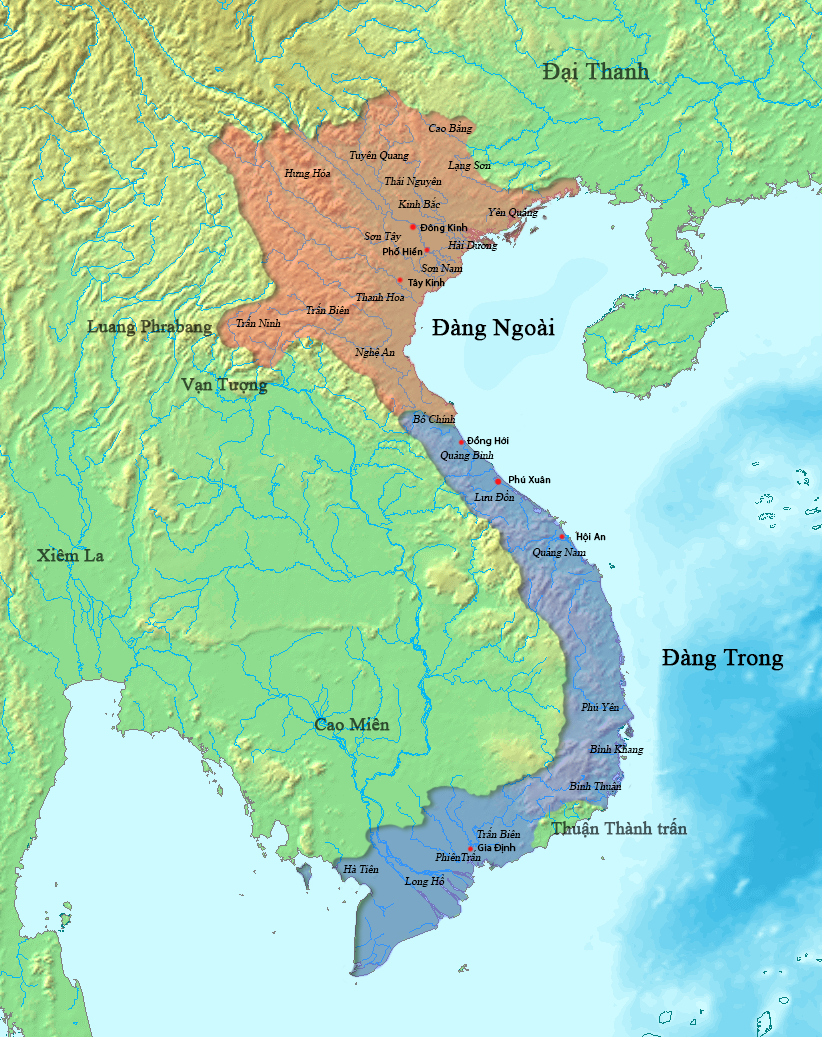
Vị trí Thuận Thành tại Đàng Trong.

## Lịch sử
Theo Biên niên sử Hoàng gia Chăm (Vua Po Phaok The tức Nguyễn Văn Thừa 阮文承 mệnh soạn vào năm 1832), năm con Trâu (năm 1397), kinh đô Bal Anguei của tiểu vương quốc Nâgar Cam (Nưkan Chăm = Panduranga) bị JEK tấn công và thất thủ. Người dân Bal Anguei tỵ nạn sang 4 vùng: (1) Bhum Pa-Nrang / Đạo Phan Lang 潘郎道 (Phan Rang), (2) Bhum Kraong / Đạo Long Hương 龍郷道 (Liên Hương), (3) Bhum Parik / Đạo Phan Rí 潘里道 (Phan Lý) và (4) Bhum Pajai / Đạo Phố Hài 舗諧道 Phan Thiết). Năm 1430, Vua Po Kathit khôi phục lại tiểu vương quốc Nâgar Cam (Nưkan Chăm = Panduranga), thoát ách đô hộ của Vijaya. Giai đoàn "Hai nước Nam-Bắc Chiêm Thành" 南北兩占城國　Vijaya-Panduranga song song tồn tại" kéo dài đến năm 1471.
Sau năm 1471 (năm Kinh đô Chà Bàn = JEK = YAK thất thủ), Panduranga được vua Đại Việt (nhà Lê) gọi là Đại Chiêm 大占 hay Phiên Lũng 藩籠, Chúa Panduranga bắt đầu triều cống Đại Việt. Năm 1693, Chúa Nguyễn đã giao cho tướng Nguyễn Hữu Cảnh 阮有鏡 tấn công và sáp nhập vùng đất Panduranga vào lãnh thổ Chúa Nguyễn tức xứ Đàng Trong (Đại Việt Nam Hà Quốc 大越南河國), đổi tên thành Trấn Thuận Thành 順城鎭, lại đổi tên tiếp thành Phủ Bình Thuận 平順府. Trong thời gian năm 1694-1695, người Chăm đã kháng cự mãnh liệt đồng thời chính quyền Đàng Trong cũng muốn dành nguồn lực cho việc chinh phạt Chân Lạp. Tới năm 1695, Chúa Nguyễn đã trả lại quyền hành cho Chúa Chăm (Kế Bà Tử 継婆子 tức Po Saktiray Da Putih) và thực hiện cơ chế tự trị cho Trấn Thuận Thành trong khuôn viên Phủ Bình Thuận. Chúa Chăm trở thành Trấn vương Trấn Thuận Thành, là một quốc gia tự trị của người Chăm dưới sự bảo hộ của chúa Nguyễn và đồng thời là chư hầu của chính quyền Đàng Trong.
Trong cuộc nổi dậy của Tây Sơn, gia tộc Nguyễn Phúc bị lật đổ, giới tinh hoa Chăm bắt đầu bị chia rẽ nặng nề với một phe ủng hộ quân nổi dậy và một phe ủng hộ Nguyễn Ánh. Thuận Thành (vẫn được người Chăm gọi là Panduranga) bị nhấn chìm trong bãi chiến trường trong cuộc nội chiến của người Việt. Năm 1773, quân Tây Sơn xâm lược Panduranga rồi phong cho Po Tisuntiraidapuran (Nguyễn Văn Tá) làm vương của Thuận Thành trấn từ 1786 đến 1793.   Đến những năm 1792-93, quân của Nguyễn Ánh đã chiếm lại Panduranga từ tay Tây Sơn. Nguyễn Văn Tá bị quân thân Nguyễn do Po Ladhuanpuguh (Nguyễn Văn Hào) bắt và tử hình ở Đồng Nai. Chúa Nguyễn sau đấy phong cho Nguyễn Văn Hào làm tân vương, còn Nguyễn Văn Chấn thì làm phó vương.  Khu vực này tiếp tục chịu sự tấn công từ quân thân Tây Sơn (Po Chongchan) và quân Hồi giáo (Tuan Phaow) trong năm 1796. Đến tháng 7 năm 1799 thì Văn Hào mất, Văn Chấn lên ngôi.
Khi nhà Nguyễn được thành lập năm 1802, Panduranga vẫn được giữ quyền tự trị, thậm chí còn được xếp ngang hàng với các chư hầu Ai Lao và Cao Miên Đến năm 1833, vua Minh Mạng đã xóa bỏ chế độ tự trị của người Chăm và thành lập Phủ Ninh Thuận trong khuôn viên Tỉnh Bình Thuận. Trong thời gian năm 1832-1835, người Chăm và các dân tộc miền núi đã chia ra hai phe, phe ủng hộ Lê Văn Khôi (con nuôi Lê Văn Duyệt) và phe ủng hộ vua Minh Mạng. Phe ủng hộ Lê Văn Khôi (phiến quân) bỏ chạy vào rừng kháng chiến. Vua Minh Mạng cho hai công nương Nai Khal Wa (Thị Khân Oa 氏巾鍋) và Nai Jip (Koak Jip, Thị Tiết 氏節) đi khắp miền núi Nam Tây Nguyên thuyết phục các nhóm phiến quân đầu hàng. Tới năm 1835, phiền quân đã đầu hàng hết. Vua Minh Mạng chia Phủ Ninh Thuận thành hai huyện: Huyện An Phước Thổ và Huyện Hòa Đa Thổ, tức là hai huyện tự trị Chăm. Trong đó, Tri huyện Hòa Đa Thổ các đời đều là chồng của công nương (dọng họ mẫu hệ) hoàng gia Chăm cho đến cách mạng Tháng Tám (1945). Hoàng tử Chăm là ông Dụng Gạch (cháu 5 đời của bà Nai Jip) được bầu làm phó chủ tịch phụ trách miền núi của Ủy ban Hành chính Cách mạng Lâm thời Huyện Bắc Bình năm 1945.

## Các vị vua (1697-1832)
- Po Saktiray daputih (1693-1728) - Kế Bà Tử - em ruột của vua Po Sout, từ năm 1697 nhà Nguyễn tấn phong làm Thuận Thành vương
- Po Jinah Depatih (1728-1731), cháu của Kế Bà Tử
- Po Rattirai Depatih (1731-1760), cháu của Kế Bà Tử
- 阮文佐, 掌奇順城鎭王, 1760-1799
- 阮文召, 掌奇順城鎭王, 1799
- Po Saong Nhung Ceng, Po Ceng Cen (Chánh Chấn 正振), 阮文振, 順城鎭正鎭, 1799-1822
- Po Klan Thu (Trấn Thủ 鎭守), 阮文永, 順城鎭鎭守, 1822-1828
- Po Phaok The (Phó Thừa 副承), 阮文承, 順城鎭副鎭, 1828-1832